# Definicja legalna
Definicja legalna – definicja zawarta w przepisie prawnym, która wiążąco ustala znaczenie określonego pojęcia (zwrotu) na użytek danego aktu normatywnego. Definicje legalne zazwyczaj umieszczone są na początku aktów prawnych, choć można je znaleźć także w ich dalszej części. 
W polskim systemie prawnym sposób używania definicji legalnych zawarty jest w zasadach techniki prawodawczej. Zgodnie z nimi definicję legalną zamieszcza się w tekście prawnym, jeśli:
- dane określenie jest wieloznaczne
- dane określenie jest nieostre, a jest pożądane ograniczenie jego nieostrości
- znaczenie danego określenia nie jest powszechnie zrozumiałe
- ze względu na dziedzinę regulowanych spraw istnieje potrzeba ustalenia nowego znaczenia danego określenia.